# Kulturstyrelsen
Kulturstyrelsen var tidligere en styrelse under Kulturministeriet, som blev oprettet pr. 1. januar 2012, gennem fusion af Kulturarvsstyrelsen, Kunststyrelsen og Styrelsen for Bibliotek og Medier.
Kulturstyrelsen blev 1. januar 2016 lagt sammen med Styrelsen for Slotte og Kulturejendomme med navnet Slots- og Kulturstyrelsen.
Kulturstyrelsen bestod ud over stabsfunktioner og direktionssekretariat af følgende 11 faglige enheder: Museer, Bygningsbevaring & Plan, Fortidsminder, Digitalisering, Biblioteker, Litteratur, Medier, Danskernes Digitale Bibliotek, Billedkunst, Musik & Scenekunst samt Arkitektur, Design & Kunsthåndværk. Styrelsen beskæftigede knap 300 medarbejdere og forvaltede et budget på ca. 4,8 mia. kr.